# 小野美材
小野 美材（おの の よしき）は、平安時代前期の貴族・文人・能書家。参議・小野篁の孫。大内記・小野俊生または大内記・小野忠範の子。官位は従五位下・大内記。

## 経歴
文章生から仁和2年（886年）文章得業生を経て、寛平4年（892年）対策に及第し、寛平6年（894年）少内記に任ぜられる。この間の元慶4年（880年）には史上初めて穀倉院学問料の支給を受けたともされる。
寛平9年（897年）従五位下・大内記に叙任され、のち伊予権介・信濃権介と地方官も兼ねた。延喜2年（902年）卒去。

## 人物
書に卓越し、寛平9年（897年）の醍醐天皇の大嘗会では、悠紀主基屏風の色紙形の清書を行っている。また大内裏の西面三門（談天門・藻壁門・殷富門）の額字を書いたとされる。なお、他の三面は三筆の手による物（南面・弘法大師、北面・橘逸勢、東面・嵯峨天皇）とされており、美材が三筆に比肩する腕前と見られていた様子が窺われる。
また詩文にも秀で、漢詩作品が『本朝文粋』や『菅家後集』に採られるとともに、勅撰歌人として『古今和歌集』に2首、『後撰和歌集』に1首の和歌作品が採録されている。

## 官歴
『古今和歌集目録』による。
- 仁和2年（886年） 日付不詳：秀才
- 仁和3年（887年） 2月17日：越中権掾
- 寛平4年（892年） 5月28日：対策及第
- 寛平5年（893年） 正月11日：伊勢少掾
- 寛平6年（894年） 正月15日：少内記
- 寛平9年（897年） 7月23日：大内記。7月13日：従五位下
- 昌泰2年（899年） 2月11日：兼伊予権介
- 昌泰3年（900年） 2月20日：兼信濃権介
- 延喜2年（902年） 日付不詳：卒去

## 系譜
- 父：小野俊生[1][4]または小野忠範[5]
- 母：不詳
- 生母不明の子女
  - 男子：小野忠時[5]
  - 次男：高向利春[6] - 高向公輔の子または養子